# Ralph Levy
Pour les articles homonymes, voir Levy.
Ralph Levy est un réalisateur et producteur américain né le 18 décembre 1920 à Philadelphie en Pennsylvanie, mort le 15 octobre 2001  à Santa Fe au Nouveau-Mexique.

## Biographie
Il s'installe à New York en 1944 et devient assistant réalisateur à la chaine de télévision Columbia Broadcasting System.  